# Matthew Fox (Schauspieler)

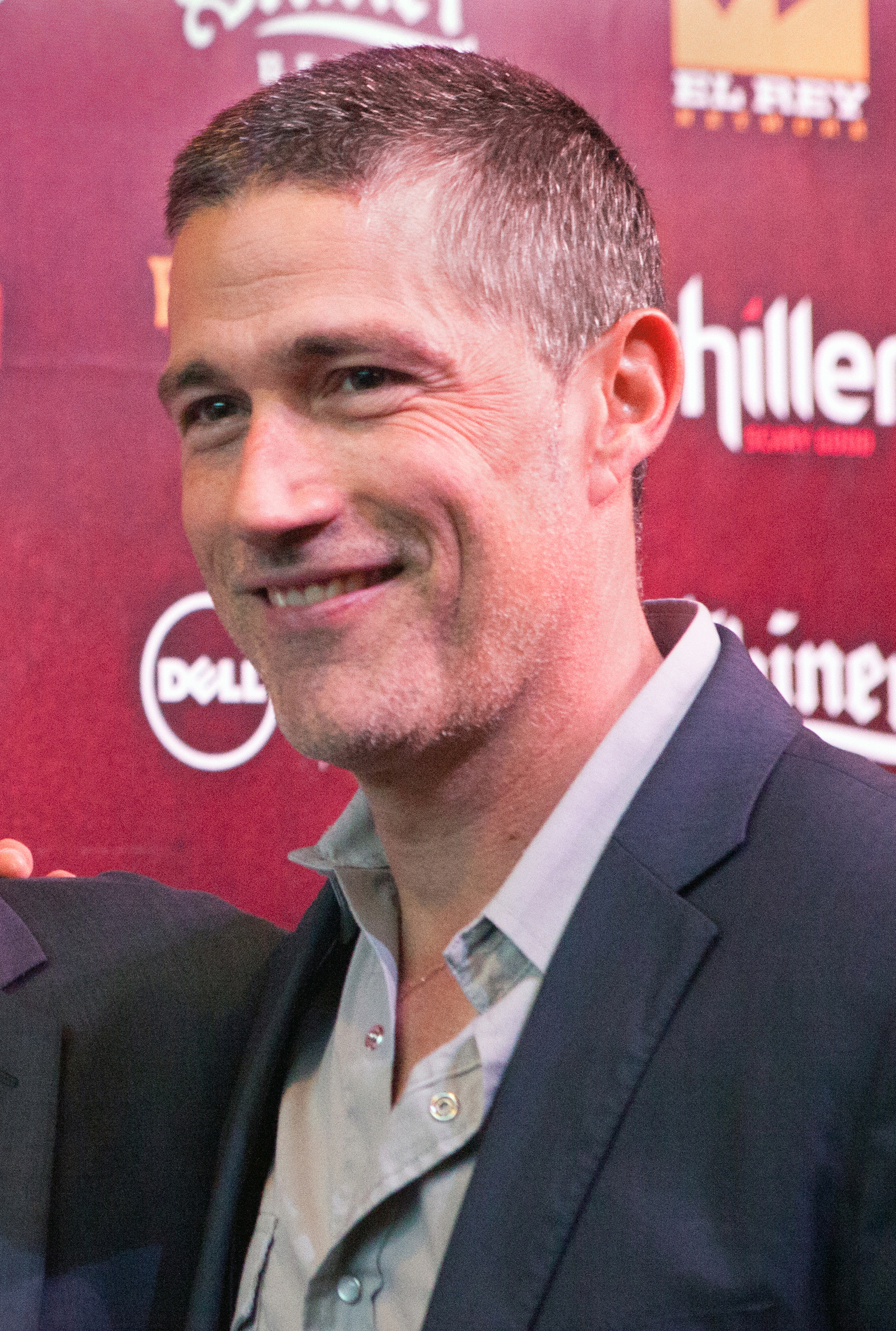
Matthew Fox (2015)

Matthew Fox (* 14. Juli 1966 in Crowheart, Wyoming) ist ein US-amerikanischer Schauspieler.

## Leben
Aufgewachsen in Crowheart auf einer Pferde-Ranch, ging er im Alter von sechs Jahren auf die Wind River High-School und studierte anschließend an der Deerfield Academy in Massachusetts. Seit 1992 ist er mit seiner Frau Margherita zusammen, mit der er zwei Kinder hat.
In Deutschland wurde Matthew Fox vor allem durch die Jugendserie Party of Five (1994–2000) bekannt. Von 2004 bis 2010 spielte er die Rolle des Dr. Jack Shephard in der US-amerikanischen Fernsehserie Lost, die ihm 2006 eine Nominierung für den Golden Globe Award in der Kategorie als Bester Darsteller in einer Fernsehserie (Drama) einbrachte. In der gleichen Kategorie war er 2010 für den Emmy nominiert.
Mitte der 2010er-Jahre zog sich Fox aus der Öffentlichkeit und insbesondere aus dem Filmgeschäft weitestgehend zurück. Als Grund nannte er 2024 unter anderem, dass er eine Bucket List im Kopf hatte und diese mit dem Western Bone Tomahawk aus dem Jahr 2014 abgearbeitet war. Erst 2022 war er wieder in der Miniserie Last Light – Wenn die Welt dunkel wird vor der Kamera zu sehen.
Am 28. August 2011 wurde Fox wegen eines mutmaßlichen Angriffs auf eine Busfahrerin in Cleveland, verhaftet. Die Staatsanwaltschaft entschied, Fox nicht anzuklagen. Im Mai 2012 zog die Busfahrerin nach dem Ausscheiden ihres Anwalts eine Zivilklage zurück. Auch im Jahr 2012 erhob sein ehemaliger Lost-Co-Star Dominic Monaghan bei Twitter Vorwürfe, dass Fox Frauen schlagen würde. Fox dementierte diese Gewaltvorwürfe wiederholt.

## Filmografie

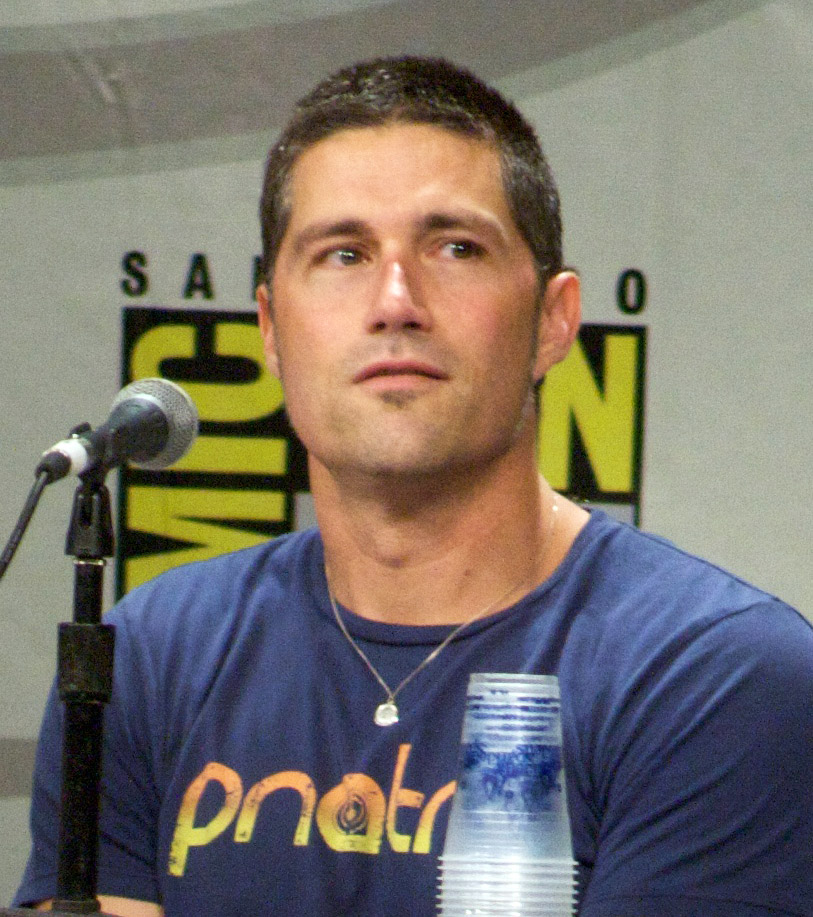
Matthew Fox (2008)

- 1992: Überflieger (Wings, Fernsehserie, 2 Episoden)
- 1992: Freshman Dorm (Fernsehserie, 5 Episoden)
- 1993: Mein Freund, der Zombie (My Boyfriend’s Back)
- 1993: CBS Schoolbreak Special (Fernsehserie, Episode 11x02)
- 1994–2000: Party of Five (Fernsehserie, 142 Episoden)
- 1995: MADtv (Fernsehserie, Episode 1x06)
- 1999: Behind the Mask (Fernsehfilm)
- 2002: Haunted (Fernsehserie, 11 Episoden)
- 2003: A Token for Your Thoughts (Kurzfilm)
- 2004–2010: Lost (Fernsehserie, 108 Episoden)
- 2006: Smokin’ Aces
- 2006: Saturday Night Live (Fernsehserie, Episode 32x08)
- 2006: Sie waren Helden (We Are Marshall)
- 2006: Connecting Flight (Kurzfilm)
- 2007–2008: Lost: Missing Pieces
- 2008: 8 Blickwinkel (Vantage Point)
- 2008: Speed Racer
- 2012: Emperor – Kampf um den Frieden (Emperor)
- 2012: Alex Cross
- 2013: World War Z
- 2015: Extinction
- 2015: Bone Tomahawk
- 2022: Last Light – Wenn die Welt dunkel wird (Fernsehserie)

## Sonstiges
- 1996 wurde Fox vom People Magazine unter die 50 Most Beautiful People In The World gewählt.
- Fox ist  Ur-Ur-Urenkel des Union-Generals George Gordon Meade, der Robert Edward Lee bei Gettysburg schlug[3]

## Auszeichnungen
- 2005: Satellite Award, Bester Hauptdarsteller – Drama, für Lost
- 2006: Screen Actors Guild Award, Bestes Schauspielensemble (Matthew Fox und das Lost-Team), für Lost
- 2006: Saturn Award, Bester Hauptdarsteller im Fernsehen, für Lost
- 2008: Saturn Award, Bester Hauptdarsteller im Fernsehen, für Lost

zusätzlich 19 weitere Nominierungen für seine Rolle in Lost, u. a. ein Emmy und ein Golden Globe Award